# فترة كريبتية

العصر الخفي هو مصطلح غير رسمي يشير إلى أقرب تطور جيولوجي للأرض والقمر. وهي أقدم (غير رسمية) عصر هيدان يون، ومن المقبول عموما أن بدأت ما يقرب من 4533 مليون (حوالي 4.533 مليار) سنة عندما شكلت الأرض والقمر. لا توجد عينات حتى الآن الانتقال بين عصر خفي وعصر مجموعات حوض التالية للقمر (انظر أيضا قبل نكتريان) ولم تعترف اللجنة الدولية المعنية بالطبقات الرسمية رسميا بهذه الفترة الزمنية، ولا أي قسم آخر من مشاريع «هيدان».
هذه المرة خفية لأن القليل جدا من الأدلة الجيولوجية قد نجا من هذا الوقت. وربما تم تدمير معظم التضاريس الجيولوجية والصخور في مرحلة القصف المبكر، أو عن طريق التأثيرات المستمرة للكتلة الصفائحية. وتراكمت الأرض، وتميزت باطنها الداخلي وتصلب سطحها المنصهر خلال عصر التشفير. كما وقع التصادم المقترح الذي أدى إلى تشكيل القمر في هذا الوقت. أقدم المعادن المعروفة هي من عصر خفي.
الكيرتية هو عصر من 4500 مليون سنة الي 4000 مليون سنة وكانت الارض تستعر في هذا العصر.